# Filocles (general ateniense)
Filocles (en griego antiguo: Φιλοκλῆς), mitad del siglo V a. C. – 405 a. C. fue un almirante ateniense.

## Biografía
Filocles fue nombrado general en el 406 a. C., después del proceso de las Arginusas, junto a Adimanto y a Conón, y con este cargo combatió en la Batalla de Egospótamos (405 a. C.), en la que fue hecho prisionero por los espartanos.
Fue Filocles quien propuso mutilar a todos los prisioneros que habían capturado en los combates navales contra  Atenas. No se sabe, sin embargo, si el decreto fue aprobado en la Ekklesía (asamblea de Atenas) o en una reunión mantenida antes de la batalla; se duda si la mutilación concernió solo al pulgar derecho, como refiere Plutarco, o a toda la mano derecha, como indica Jenofonte.
La misma crueldad había sido mostrada por Filocles con ocasión de la captura de un trirreme corintio y de otro de Andros, cuyas tripulaciones fueron arrojadas al mar.
Para vengarse de estos hechos, el navarco espartano Lisandro hizo degollar a Filocles y a 3000 prisioneros atenienses capturados después de Egospótamos, perdonando solo al traidor Adimanto. Se cuenta, según lo afirmado por Teofrasto, que Filocles, cuando Lisandro le preguntó que castigo merecía, le contestó que no improvisara el juicio, sino que le infligiera sencillamente la condena que él le habría infligido en el caso de haberle vencido; según este relato, Filocles dio ejemplo a los otros atenienses, haciéndose ajusticiar el primero.